# أولاد سيدي مسعود (سيدي حجاج واد حصار)
أولاد سيدي مسعود هي إحدى مشيخات المملكة المغربية، تتبع جغرافيا لإقليم مديونة وإداريًا لسيدي حجاج واد حصار. يقدر عدد سكانها بـ 11471 نسمة حسب الإحصاء الرسمي للسكان والسكنى لسنة 2004.